# Laurence Olivier Awards 2007
Die 31. Laurence Olivier Awards 2007 wurden von der Society of London Theatre in London vergeben, um herausragende Theater- und Musicalproduktionen zu würdigen. Ausgezeichnet wurden Produktionen der Theatersaison 2006/2007.

## Hintergrund
Der Laurence Olivier Award (auch Olivier Award) ist ein seit 1976 jährlich vergebener britischer Theater- und Musicalpreis. Er gilt als höchste Auszeichnung im britischen Theater und ist vergleichbar mit dem Tony Award am amerikanischen Broadway. Verliehen wird die Auszeichnung von der Society of London Theatre. Ausgezeichnet werden herausragende Darsteller und Produktionen einer Theatersaison, die im Londoner West End zu sehen waren. Die Auszeichnungen hießen zunächst Society of West End Theatre Awards und wurden 1985 zu Ehren des renommierten britischen Schauspielers Laurence Olivier in Laurence Olivier Awards umbenannt. Die Nominierten und Gewinner der Laurence Olivier Awards „werden jedes Jahr von einer Gruppe angesehener Theaterfachleute, Theaterkoryphäen und Mitgliedern des Publikums ausgewählt, die wegen ihrer Leidenschaft für das Londoner Theater“ bekannt sind.

## Gewinner und Nominierte
| Bestes neues Theaterstück | Bestes neues Musical |
| --- | --- |
| - Blackbird von David Harrower – Albery Theatre - Frost/Nixon von Peter Morgan – Donmar Warehouse / Gielgud Theatre - Rock ’n’ Roll von Tom Stoppard – Royal Court Theatre / Duke of York’s Theatre - The Seafarer von Conor McPherson – National Theatre Cottesloe | - Caroline, or Change – National Theatre Lyttelton - Avenue Q – Noël Coward Theatre - Porgy and Bess – Savoy Theatre - Spamalot – Palace Theatre |
| Beste Wiederaufnahme Theaterstück | Beste Wiederaufnahme Musical |
| - The Crucible – Gielgud Theatre - A Moon for the Misbegotten – Old Vic Theatre - Donkeys’ Years – Comedy Theatre - Who’s Afraid of Virginia Woolf – Apollo Theatre | - Sunday in the Park with George – Wyndham’s Theatre - Cabaret – Lyric Theatre - Evita – Adelphi Theatre - The Sound of Music – London Palladium |
| Beste neue Comedy | |
| - The 39 Steps von John Buchan, adaptiert von Patrick Barlow – Criterion Theatre - Don Juan in Soho von Patrick Marber – Donmar Warehouse - Love Song von John Kolvenbach – New Ambassadors Theatre | |
| Bester Darsteller Theaterstück | Beste Darstellerin Theaterstück |
| - Rufus Sewell als Jan in Rock ’n’ Roll – Royal Court Theatre / Duke of York’s Theatre - Iain Glen als John Proctor in The Crucible – Gielgud Theatre - David Haig als Christopher Headingley in Donkeys’ Years – Comedy Theatre - Frank Langella als Richard Nixon in Frost/Nixon – Donmar Warehouse / Gielgud Theatre - Michael Sheen als David Frost in Frost/Nixon – Donmar Warehouse / Gielgud Theatre                                      | - Tamsin Greig als Beatrice in Much ado about Nothing – Novello Theatre - Eve Best als Josie in A Moon for the Misbegotten – Old Vic Theatre - Sinéad Cusack als Eleanor und Esme in Rock ’n’ Roll – Royal Court Theatre / Duke of York’s Theatre - Kathleen Turner als Martha in Who’s Afraid of Virginia Woolf – Apollo Theatre                                           |
| Bester Darsteller Musical | Beste Darstellerin Musical |
| - Daniel Evans als Georges Seurat und George in Sunday in the Park with George – Wyndham’s Theatre - Tim Curry als King Arthur in Spamalot – Palace Theatre - Clarke Peters als Porgy in Porgy and Bess – Savoy Theatre - Philip Quast als Juan Perón in Evita – Adelphi Theatre | - Jenna Russell als Dot und Marie in Sunday in the Park with George – Wyndham’s Theatre - Nicola Hughes als Bess in Porgy and Bess – Savoy Theatre - Tonya Pinkins als Caroline Thibodeaux in Caroline, or Change – National Theatre Lyttelton - Elena Roger als Eva Perón in Evita – Adelphi Theatre - Hannah Waddingham als Lady of the Lake in Spamalot – Palace Theatre |
| Beste Leistung in einer Nebenrolle Theaterstück | Beste Leistung in einer Nebenrolle Musical |
| - Jim Norton als Richard Harkin in The Seafarer – National Theatre Cottesloe - Samantha Bond als Rosemary in Donkeys’ Years – Comedy Theatre - Deborah Findlay als Susan in The Cut – Donmar Warehouse - Mark Hadfield als Grivet in Thérèse Raquin – National Theatre Lyttelton - Colm Meaney als Phil in A Moon for the Misbegotten – Old Vic Theatre                                                                                          | - Sheila Hancock als Frau Schneider in Cabaret – Lyric Theatre - Anna Francolini als Rose Stopnick Gellman in Caroline, or Change – National Theatre Lyttelton - Tom Goodman-Hill als Sir Lancelot in Spamalot – Palace Theatre - Summer Strallen als Maisie in The Boy Friend – Regent’s Park Open Air Theatre                                                             |
| Bester Regisseur / Beste Regisseurin | Bester Choreograph / Beste Choreographin |
| - Dominic Cooke für The Crucible – Gielgud Theatre - Sam Buntrock für Sunday in the Park with George – Wyndham’s Theatre - Joe Mantello für Wicked – Apollo Victoria Theatre | - Javier de Frutos für Cabaret – Lyric Theatre - Rob Ashford für Evita – Adelphi Theatre - Bill Deamer für The Boy Friend – Regent’s Park Open Air Theatre - Stephen Mear für Sinatra – London Palladium |
| Bester Bühnenbildner / Beste Bühnenbildnerin | Bester Kostümdesigner / Beste Kostümdesignerin |
| - Timothy Bird und David Farley für Sunday in the Park with George – Wyndham’s Theatre - Tim Hatley für Spamalot – Palace Theatre - Eugene Lee für Wicked – Apollo Victoria Theatre | - Alison Chitty für The Voysey Inheritance – National Theatre Lyttelton - Tim Hatley für Spamalot – Palace Theatre - Susan Hilferty für Wicked – Apollo Victoria Theatre |
| Bester Lichtdesigner / Beste Lichtdesignerin | Bester Sounddesigner / Beste Sounddesignerin |
| - Natasha Chivers und Mike Robertson für Sunday in the Park with George – Wyndham’s Theatre - Neil Austin für Thérèse Raquin – National Theatre Lyttelton - Jean Kalman für The Crucible – Gielgud Theatre - Kenneth Posner für Wicked – Apollo Victoria Theatre - Hugh Vanstone für Spamalot – Palace Theatre | - Gareth Fry für Waves – National Theatre Cottesloe - Mic Pool für The 39 Steps – Criterion Theatre - Ian Dickinson für Rock ’n’ Roll – Royal Court Theatre / Duke of York’s Theatre |
| Herausragende Leistungen Ballett | Beste neue Ballettproduktion |
| - Carlos Acosta in Carlos Acosta, Cuban National Ballet – Sadler’s Wells Theatre - Wayne McGregor für die Choreographie von Chroma, The Royal Ballet – Royal Opera House - Steven McRae in Chroma und Homage to the Queen, The Royal Ballet – Royal Opera House - Marianela Núñez in DGV: Danse à Grande Vitesse und The Sleeping Beauty, The Royal Ballet – Royal Opera House und Carlos Acosta, Cuban National Ballet – Sadler’s Wells Theatre | - Chroma, The Royal Ballet – Royal Opera House - DGV: Danse à Grande Vitesse, The Royal Ballet – Royal Opera House - Kabuki Fuji Musume und Kasane – Sadler’s Wells Theatre - The Sleeping Beauty, The Royal Ballet – Royal Opera House |
| Herausragende Leistungen Oper | Beste neue Opernproduktion |
| - Amanda Roocroft in Jenůfa, English National Opera – London Coliseum - John Mark Ainsley in Orfeo, English National Opera – London Coliseum - Joyce DiDonato in Hercules, Les Arts Florissants – Barbican Centre - John Tomlinson in Götterdämmerung, The Royal Opera – Royal Opera House | - Jenůfa, English National Opera – London Coliseum - Orfeo, English National Opera – London Coliseum - Peter Grimes, Opera North – Sadler’s Wells Theatre - Die Sache Makropulos, English National Opera – London Coliseum |
| Herausragende Theaterleistungen | |
| - Pied Piper – Theatre Royal Stratford East - Roy Dotrice in The Best of Friends – Hampstead Theatre - Love and Money – Maria, Young Vic Theatre - Theatre Royal Stratford East für eine kraftvolle Saison voller provokativer Arbeit, die neue Zielgruppen erreicht | |

## Sonderpreise
| Kategorie                         | Preisträger    |
| --------------------------------- | -------------- |
| Sonderpreis der Society of London | John Tomlinson |

## Statistik

### Mehrfache Nominierungen
- 7 Nominierungen: Spamalot
- 6 Nominierungen: Sunday in the Park with George
- 4 Nominierungen: Evita, The Crucible und Wicked
- 3 Nominierungen: A Moon for the Misbegotten, Cabaret, Caroline, or Change, Chroma, Donkeys’ Years, Frost/Nixon und Porgy and Bess
- 2 Nominierungen: Carlos Acosta, DGV: Danse à Grande Vitesse, Jenůfa, Orfeo, The 39 Steps, The Boy Friend, The Seafarer, The Sleeping Beauty, Thérèse Raquin und Who’s Afraid of Virginia Woolf

### Mehrfache Gewinne
- 5 Gewinne: Sunday in the Park with George
- 2 Gewinne: Cabaret, Jenůfa und The Crucible